# Cheiloneurus victor
Cheiloneurus victor är en stekelart som beskrevs av Hoffer 1957. Cheiloneurus victor ingår i släktet Cheiloneurus och familjen sköldlussteklar. Inga underarter finns listade i Catalogue of Life.